# エウリュマコス
エウリュマコス（古希: Εὐρύμαχος, Eurymachos, ラテン語: Eurymachus）は、ギリシア神話の人物である。主に、
- ペーネロペーの求婚者
- アンテーノールの子

の2名が知られている。順に説明する。

## ペーネロペーの求婚者
このエウリュマコスは、ポリュボスの子で、イタケーの王オデュッセウスの妻ペーネロペーに求婚した者の1人である。エウリュマコスは美男で家柄もよく、求婚者の中でも特に有力な人物の1人だった。彼はペーネロペーと結婚してイタケーの支配者になることを熱望し、オデュッセウスの召使メランティオスに目をかけ、メランティオスの姉妹でペーネロペーの侍女であるメラントーと密かに通じて深い間柄となっていた。
老ハリテルセースやテオクリュメノスが求婚者たちに不吉な未来を予言したとき、エウリュマコスはそれを信じずに非難した。またテーレマコスにはペーネロペーの親族が再婚の準備をしてくれるだろうからと言って、ペーネロペーを実家に帰すことを勧めた。実際、エウリュマコスは他の求婚者たちよりも結納金を増やしていたので、ペーネロペーの親族たちは彼女にエウリュマコスと結婚するよう勧めていた。オデュッセウスが乞食の姿で現れたときには口論となり、怒って物を投げつけた。花婿を決める弓競技では弓を引くことはできなかったが、オデュッセウスが正体を現してアンティノオスを殺したとき、他の求婚者が恐れおののく中で自ら剣で斬りかかり、オデュッセウスの弓によって殺された。

## アンテーノールの子
このエウリュマコスは、トロイアの老臣アンテーノールとテアーノーの子の1人である。アンテーノールはプリアモスの娘ポリュクセネーをエウリュマコスの妻にしようとして彼女を自分の館で育てたが、トロイア戦争後、ポリュクセネーはアキレウスの墓の前で殺された。